# Red Bull Cliff Diving
 (mars 2019).

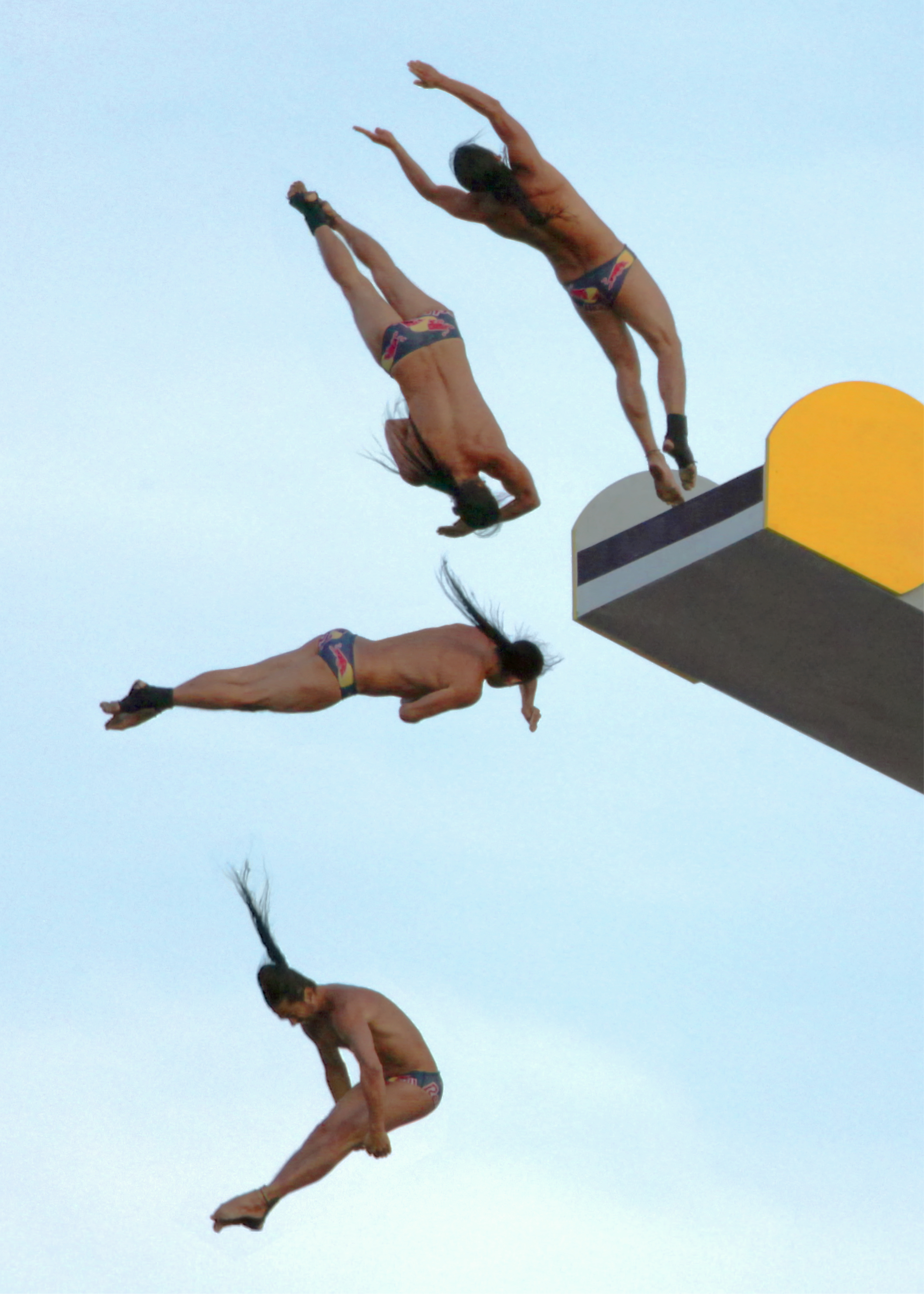
Orlando Duque lors d'une compétition.

Le Red Bull Cliff Diving est une compétition annuelle de plongeon de haut vol, se déroulant en milieu extérieur, naturel ou urbain, créée et sponsorisée depuis 2009 par Red Bull. Elle se déroule en 7 étapes différentes autour du monde dans lesquelles les compétiteurs doivent effectuer 4 plongeons différents.
L'édition 2020, dans son intégralité, est annulée par le comité d'organisation du circuit mondial, le 6 mai, en raison de la pandémie de maladie à coronavirus.

## Règlement[2]
Les participants s'élancent d'une plateforme de 27 mètres de hauteur, et doivent effectuer une combinaison de figures alliant rotations avant ou arrière et vrilles. Le temps de vol moyen est de 3 secondes et la vitesse d'entrée dans l'eau atteint les 85km/h.

### Format de la compétition

#### Compétition Hommes
Chaque saison est constituée de 12 compétiteurs (8 compétiteurs permanents et 4 wild card), qui s'affrontent sur 7 étapes, sur un lieu différent à chaque fois. Chaque étape dure 2 jours, et comporte 4 plongeons au maximum, deux par jour :
- Round 1 : un plongeon imposé (difficulté maximum de 2.6 DD).
- Round 2 : un plongeon intermédiaire, (difficulté maximum de 3.6 DD).
- Round 3 : un plongeon optionnel.
- Round final : un plongeon optionnel.

#### Compétition Femmes
Chaque saison est constituée de 12 compétitrices (8 compétitrices permanentes et 4 wild card), qui s'affrontent sur 5 étapes, sur un lieu différent à chaque fois. Chaque compétition dure 2 jours, et comporte 4 plongeons au maximum, deux par jour.
- Round 1 : un plongeon imposé (difficulté maximum DD2.6).
- Round 2 : un plongeon optionnel.
- Round 3 : un plongeon imposé (difficulté maximum DD2.6).
- Round final : un plongeon optionnel.

### Score
Les plongeurs sont notés par cinq juges qui attribuent chacun une note allant de 0 à 10 pour chaque plongeon, en prenant compte de 3 critères différents : le décollage, la position en vol et la réception dans l'eau.
À partir de ces cinq notes, la note la moins élevée et celle la plus élevée sont enlevées, et les 3 notes intermédiaires sont retenues et additionnées entre elles. Cette somme est multipliée par le degré de difficulté afin de calculer la note totale du plongeon.
Le score final de l'étape est calculé en additionnant les scores des quatre plongeons et permet ainsi d'élaborer un classement des plongeurs allant de 1 à 14, le vainqueur étant celui avec le score le plus élevé. A chaque place est attribué un score, qui permet d'établir un classement général à la fin de la compétition :
| Place  | 1re | 2e  | 3e  | 4e  | 5e | 6e | 7e | 8e | 9e | 10e | 11e | 12e | 13e | 14e |
| ------ | --- | --- | --- | --- | -- | -- | -- | -- | -- | --- | --- | --- | --- | --- |
| Points | 200 | 160 | 130 | 110 | 90 | 70 | 60 | 50 | 40 | 30  | 20  | 10  | 9   | 8   |

## Liste des saisons

### Saison 2019

#### Calendrier et résultats saison 2019[4]
| N° de l'étape | Date         | Lieu                     | Pays               | Vainqueur Homme     | Vainqueur Femme  |
| ------------- | ------------ | ------------------------ | ------------------ | ------------------- | ---------------- |
| 1             | 13 avril     | El Nido (Ile de Palawan) | Philippines        | Gary Hunt           | Rhiannan Iffland |
| 2             | 12 mai       | Dublin                   | Irlande            | Constantin Popovici | Rhiannan Iffland |
| 3             | 2 juin       | Polignano a Mare         | Italie             | Gary Hunt           | Rhiannan Iffland |
| 4             | 22 juin      | São Miguel (île)         | Portugal           | Gary Hunt           | Rhiannan Iffland |
| 5             | 14 juillet   | Beyrouth                 | Liban              | Gary Hunt           | Rhiannan Iffland |
| 6             | 24 Aout      | Mostar                   | Bosnie-Herzégovine | Constantin Popovici | Rhiannan Iffland |
| 7             | 14 septembre | Bilbao                   | Espagne            | Gary Hunt           | Rhiannan Iffland |

#### Podium saison 2019
| N° | Plongeur         | Nationalité | Points  |
| -- | ---------------- | ----------- | ------- |
| 1  | Gary Hunt        | Royaume-Uni | 1160 pt |
| 2  | Jonathan Paredes | Mexique     | 750 pt  |
| 3  | Andy Jones       | États-Unis  | 540 pt  |

### Saison 2018

#### Calendrier et résultats saison 2018[5]
| N° de l'étape | Date         | Lieu             | Pays               | Vainqueur Homme | Vainqueur Femme                    |
| ------------- | ------------ | ---------------- | ------------------ | --------------- | ---------------------------------- |
| 1             | 2 juin       | Texas            | États-Unis         | Kris Kolanus    | Adriana Jimenez                    |
| 2             | 30 juin      | Bilbao           | Espagne            | Steven LoBue    | Compétition non ouverte aux femmes |
| 3             | 14 juillet   | São Miguel (île) | Portugal           | Steven LoBue    | Rhiannan Iffland                   |
| 4             | 5 Aout       | Sisikon          | Suisse             | Gary Hunt       | Lysanne Richard                    |
| 5             | 25 Aout      | Copenhague       | Danemark           | Gary Hunt       | Compétition non ouverte aux femmes |
| 6             | 8 septembre  | Mostar           | Bosnie-Herzégovine | Gary Hunt       | Adriana Jimenez                    |
| 7             | 23 septembre | Polignano a Mare | Italie             | Gary Hunt       | Rhiannan Iffland                   |

#### Podium saison 2018
| N° | Plongeur         | Nationalité | Points  |
| -- | ---------------- | ----------- | ------- |
| 1  | Gary Hunt        | Royaume-Uni | 1010 pt |
| 2  | Steven Lobue     | États-Unis  | 950 pt  |
| 3  | Jonathan Paredes | Mexique     | 790 pt  |

### Saison 2017

#### Calendrier et résultats saison 2017
| N° de l'étape | Date    | Lieu                         | Pays               | Vainqueur Homme    | Vainqueur Femme  |
| ------------- | ------- | ---------------------------- | ------------------ | ------------------ | ---------------- |
| 1             | 24 juin | Poll na bPéist (îles d'Aran) | Irlande            | Gary Hunt          | Rhiannan Iffland |
| 2             |         |                              | Portugal           | Orlando Duque      | Adriana Jimenez  |
| 3             |         |                              | Italie             | Alessandro De Rose | Rhiannan Iffland |
| 4             |         |                              | États-Unis         | Blake Aldridge     | Rhiannan Iffland |
| 5             |         |                              | Bosnie-Herzégovine | Gary Hunt          | Cesilie Carlton  |
| 6             |         |                              | Chili              | Jonathan Paredes   | Rhiannan Iffland |
| 7             |         |                              |                    |                    |                  |

#### Podium saison 2017
| N° | Plongeur         | Nationalité | Points |
| -- | ---------------- | ----------- | ------ |
| 1  | Jonathan Paredes | Mexique     | 720 pt |
| 2  | Gary Hunt        | Royaume-Uni | 710 pt |
| 3  | Blake Aldridge   | Royaume-Uni | 580 pt |

### Saison 2016

#### Calendrier et résultats saison 2016
| N° de l'étape | Date         | Lieu                | Pays                | Vainqueur Homme  | Vainqueur Femme                    |
| ------------- | ------------ | ------------------- | ------------------- | ---------------- | ---------------------------------- |
| 1             | 4 juin       | Hell's Gate (Texas) | États-Unis          | Jonathan Paredes | Rhiannan Iffland                   |
| 2             | 18 juin      | Copenhague          | Danemark            | Gary Hunt        | Compétition non ouverte aux femmes |
| 3             | 9 juillet    | São Miguel (île)    | Portugal            | Gary Hunt        | Rhiannan Iffland                   |
| 4             | 23 juillet   | La Rochelle         | France              | Gary Hunt        | Compétition non ouverte aux femmes |
| 5             | 28 août      | Polignano a Mare    | Italie              | Artem Silchenko  | Lysanne Richard                    |
| 6             | 10 septembre | Pembrokeshire       | Pays de Galles      | Michal Navratil  | Rhiannan Iffland                   |
| 7             | 24 septembre | Mostar              | Bosnie-Herzégovine  | Michal Navratil  | Lysanne Richard                    |
| 8             | 16 octobre   | Shirahama           | Japon               | Sergio Guzman    | Rhiannan Iffland                   |
| 9             | 28 octobre   | Dubaï               | Émirats arabes unis | Andy Jones       | Rhiannan Iffland                   |

#### Podium saison 2016
| N° | Plongeur         | Nationalité | Points  |
| -- | ---------------- | ----------- | ------- |
| 1  | Gary Hunt        | Royaume-Uni | 1350 pt |
| 2  | Jonathan Paredes | Mexique     | 1030 pt |
| 3  | Andy Jones       | États-Unis  | 910 pt  |

### Saison 2015

#### Calendrier et résultats saison 2015
| N° | Date         | Lieu                 | Pays               | Vainqueur                |
| -- | ------------ | -------------------- | ------------------ | ------------------------ |
| 1  | 25 avril     | Carthagène des Indes | Colombie           | Gary Hunt Royaume-Uni    |
| 2  | 17 mai       | La Rochelle          | France             | Gary Hunt Royaume-Uni    |
| 3  | 29 mai       | Hell's Gate (Texas)  | États-Unis         | Gary Hunt Royaume-Uni    |
| 4  | 20 juin      | Copenhague           | Danemark           | Gary Hunt Royaume-Uni    |
| 5  | 18 juillet   | São Miguel (île)     | Portugal           | Gary Hunt Royaume-Uni    |
| 6  | 15 août      | Mostar               | Bosnie-Herzégovine | Jonathan Paredes Mexique |
| 7  | 13 septembre | Polignano a Mare     | Italie             | Gary Hunt Royaume-Uni    |
| 8  | 26 septembre | Bilbao               | Espagne            | Steven LoBue États-Unis  |

#### Podium saison 2015
| N° | Plongeur         | Nationalité | Points  |
| -- | ---------------- | ----------- | ------- |
| 1  | Gary Hunt        | Royaume-Uni | 1320 pt |
| 2  | Orlando Duque    | Colombie    | 970 pt  |
| 3  | Jonathan Paredes | Mexique     | 849 pt  |

### Saison 2014

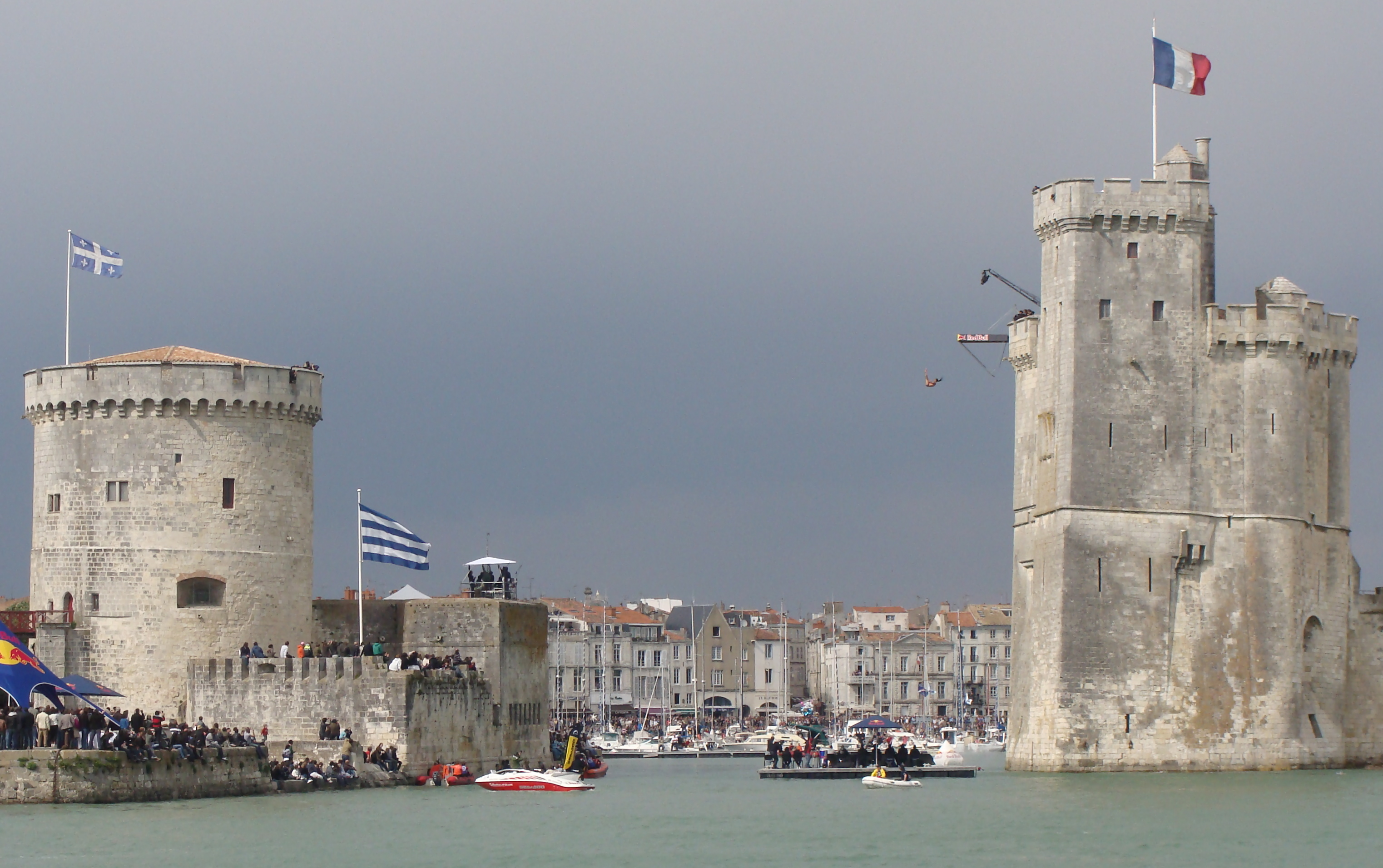
Saut depuis la Tour Saint-Nicolas dans le port de La Rochelle.

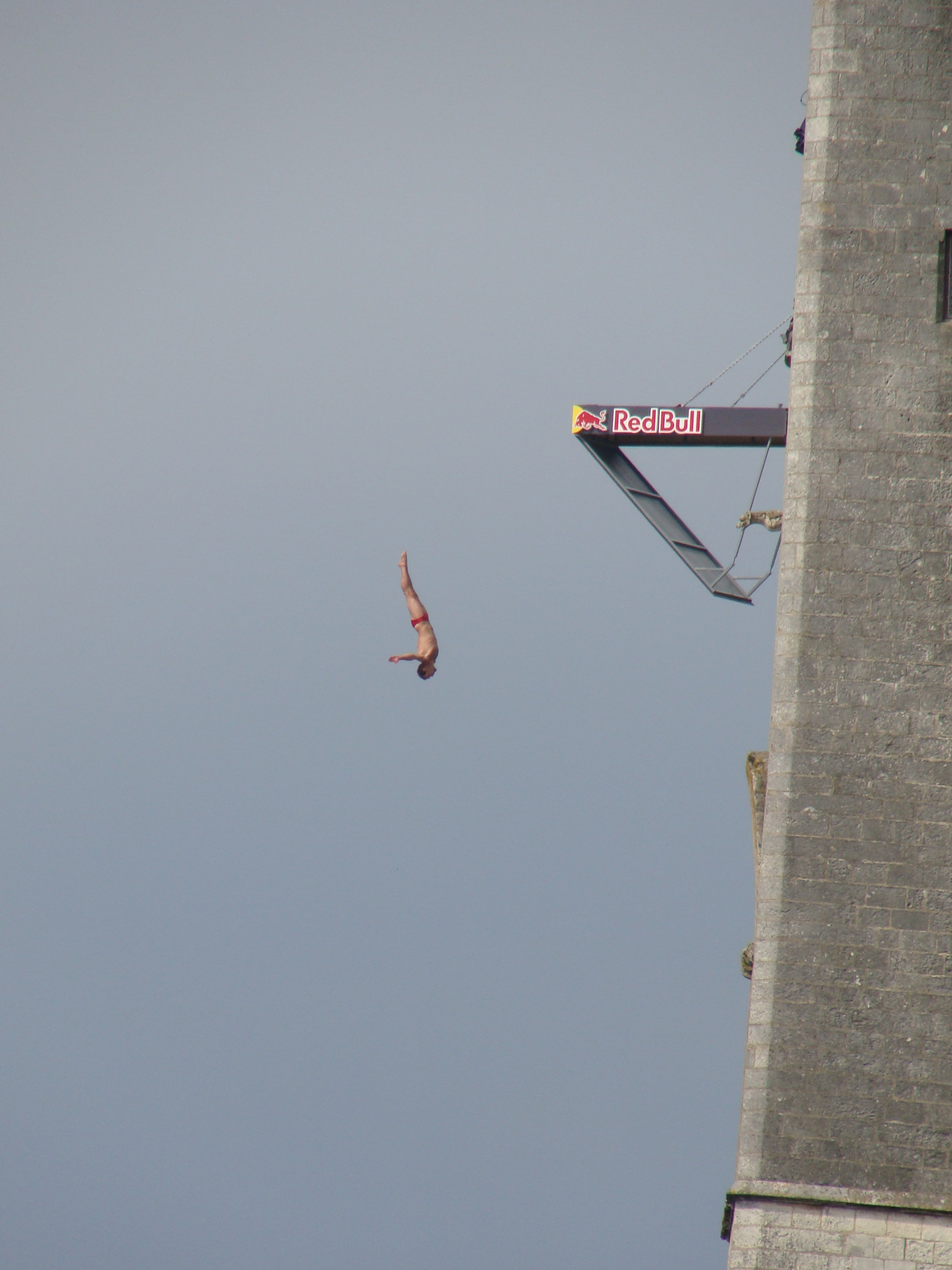
Saut depuis la Tour Saint-Nicolas dans le port de La Rochelle.

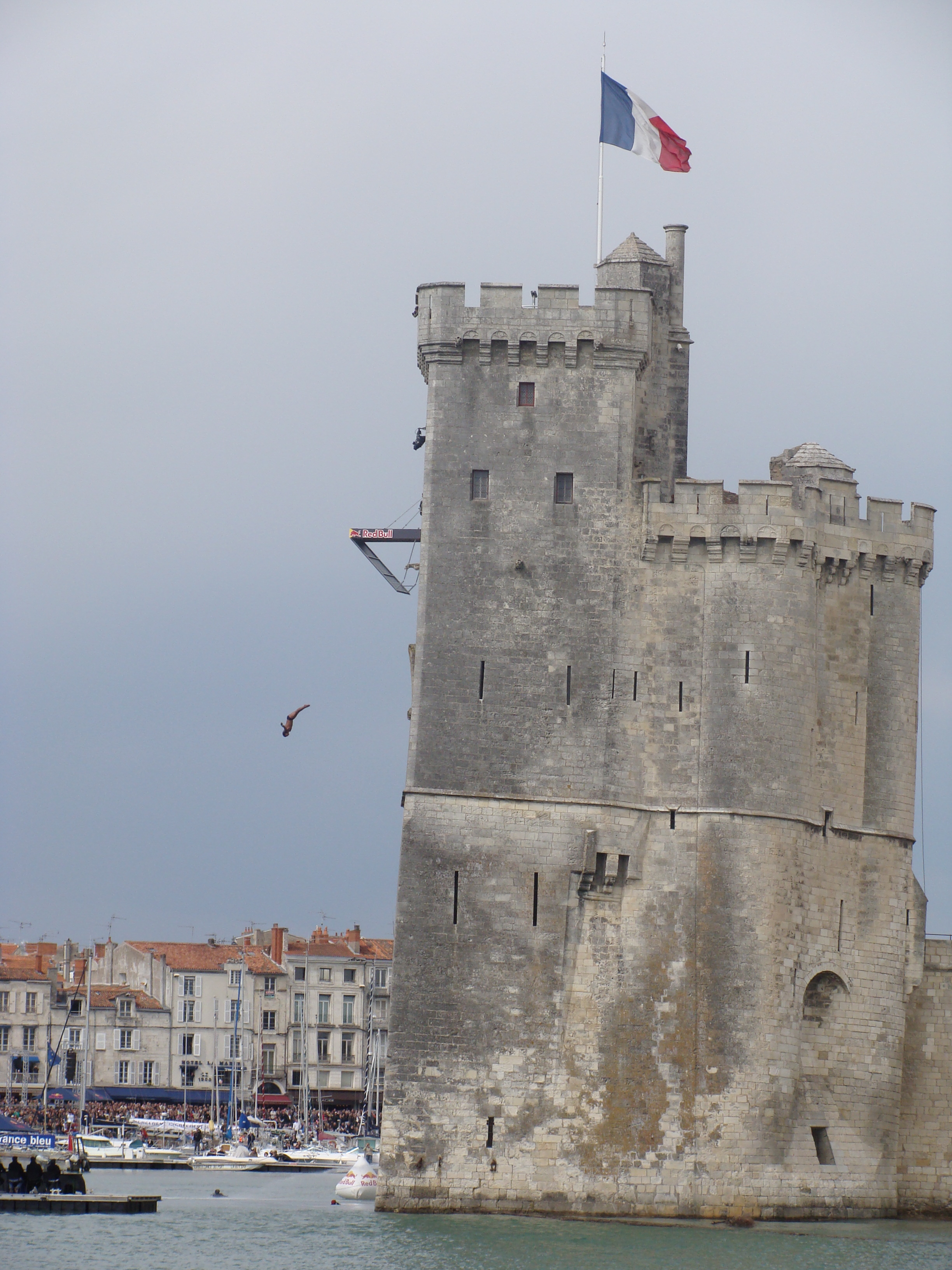
Saut depuis la Tour Saint-Nicolas dans le port de La Rochelle.

#### Calendrier et résultats saison 2014
| N° de l'étape | Date                        | Lieu                         | Pays       | Vainqueur                  |
| ------------- | --------------------------- | ---------------------------- | ---------- | -------------------------- |
| 1             | 9 mai - 10 mai              | La Havane                    | Cuba       | Blake Aldridge Royaume-Uni |
| 2             | 6 juin - 7 juin             | Fort Worth                   | États-Unis | Gary Hunt Royaume-Uni      |
| 3             | 28 juin - 29 juin           | Poll na bPéist (îles d'Aran) | Irlande    | Gary Hunt Royaume-Uni      |
| 4             | 11 juillet - 12 juillet     | Kragerø                      | Norvège    | Gary Hunt Royaume-Uni      |
| 5             | 25 juillet - 26 juillet     | São Miguel (île)             | Portugal   | Steven LoBue États-Unis    |
| 6             | 19 septembre - 20 septembre | Bilbao                       | Espagne    | Artyom Silchenko Russie    |
| 7             | 17 octobre - 18 octobre     | Ik Kil                       | Mexique    | Gary Hunt Royaume-Uni      |

#### Podium saison 2014
| N° | Plongeur         | Nationalité | Points  |
| -- | ---------------- | ----------- | ------- |
| 1  | Gary Hunt        | Royaume-Uni | 1110 pt |
| 2  | Artyom Silchenko | Russie      | 840 pt  |
| 3  | Steven LoBue     | États-Unis  | 680 pt  |

### Saison 2013

#### Podium saison 2013
| N° | Plongeur        | Nationalité | Points  |
| -- | --------------- | ----------- | ------- |
| 1  | Artem Silchenko | Russie      | 1030 pt |
| 2  | Gary Hunt       | Royaume-Uni | 980 pt  |
| 3  | Orlando Duque   | Colombie    | 860 pt  |

### Saison 2012

#### Podium saison 2012
| N° | Plongeur      | Nationalité | Points |
| -- | ------------- | ----------- | ------ |
| 1  | Gary Hunt     | Royaume-Uni | 860 pt |
| 2  | Orlando Duque | Colombie    | 840 pt |
| 3  | Steven Lobue  | États-Unis  | 740 pt |

## Accidents
Lors de l'étape à Athènes durant le Red Bull Cliff Diving 2011, Hassan Mouti est victime d'un accident alors qu'il s'essaie à un sextuple saut-périlleux avant demi-vrille à l'entrainement.
Le 22 mai 2015, alors qu'il s'élance depuis la Tour Saint Nicolas à La Rochelle, le plongeur Steven Lobue se heurte violemment la tête sur la plateforme en réalisant un départ en triple vrille arrière. Malgré le choc impressionnant, il réussit à finir son plongeon et s'en sort avec une blessure au niveau de l'oeil.

## Records

### Plongeurs les plus titrés (section à actualiser)
- Gary Hunt (10 titres) :

 2009,  2010,  2011,  2012,  2013,  2014,  2015,  2016,  2017, 2018 ,  2019 ,  2021 ,  2022 
- Colombie Orlando Duque (1 titre) :

 2009,  2010,  2012,  2013,  2015
- Russie Artem Silchenko (1 titre) :

 2009,  2010,  2011,  2013  2014
- Steven LoBue :

 2012,  2014

### Records de score
Le 14 juillet 2019, lors de l'étape à Beyrouth durant l'édition du Red Bull Cliff Diving 2019, Gary Hunt se fait attribuer une note de 10/10 par chacun des jurys. Cette étape marque un tournant dans la compétition en battant ainsi le record du plus grand nombre de 10 attribués pour un plongeon (cinq 10). Le record a depuis été égalé par Constantin Popovici lors de l'étape à Mostar en 2019.

### Records de difficulté
- 6.4 DD : Gary Hunt, Triple saut-périlleux avant avec 4,5 vrilles (Nom officiel : Front 3 somersaults with 4½ twists free)
- 5.4 DD : David Colturi, Double saut-périlleux avec 5 vrilles, départ en reverse.